# Stipe Biuk
Stipe Biuk (pronunciación en croata: [stǐːpe bîuːk]; Split (Dalmacia), Croacia, 26 de diciembre de 2002) es un futbolista croata que juega como delantero en el Real Valladolid C. F. de la Segunda División de España.

## Trayectoria
Pasó por las filas del NK Solin, antes de unirse al H. N. K. Hajduk Split en 2011. Durante su estancia en la academia del Hajduk, llamó la atención del Bayern de Múnich y del Red Bull Salzburgo. El 16 de enero de 2021 firmó un contrato profesional con el Hajduk, que le vincula al club hasta 2026. En el momento de firmar el contrato, Biuk tenía ofertas del TSG 1899 Hoffenheim, del VfL Wolfsburgo, del Borussia Mönchengladbach y del Galatasaray S. K.
Debutó con el Hajduk el 2 de marzo de 2021, en una victoria por 3-0 en la Copa de Croacia contra el NK Zagreb, siendo sustituido por Jairo de Macedo da Silva en el minuto 74. Debutó en la Primera Liga de Croacia el 20 de marzo de 2021, siendo titular en la banda izquierda en la victoria del Hajduk por 1-0 en el derbi contra el HNK Šibenik, debido a las ausencias de Alexander Kačaniklić, Dimitris Diamantakos y Umut Nayir. Tras el partido, el entrenador Paolo Tramezzani no dio a Biuk ningún tiempo de juego significativo hasta la derrota por 2-0 en el derbi ante el G. N. K. Dinamo Zagreb el 25 de abril. Desde entonces se convirtió en un habitual del Hajduk, marcando 3 goles y dando 2 asistencias al final de la temporada 2020-21. Marcó su primer gol con el Hajduk el 1 de mayo, en la victoria por 3-2 en el derbi contra el HNK Rijeka. El 22 de mayo marcó en la decisiva victoria por 2-0 sobre el N. K. Lokomotiva Zagreb, asegurando la clasificación del Hajduk para la Liga Europa Conferencia de la UEFA.
Tras un inicio de temporada 2021-22 más duro durante el mandato de Jens Gustafsson, mejoró su forma con la llegada de Valdas Dambrauskas. Finalizó la temporada con 35 partidos jugados, 1 gol y 3 asistencias entre varias competiciones.
La temporada 2022-23 la comenzó en el H. N. K. Hajduk Split en los que a pesar de jugar 21 partidos en los que marcó 2 goles y dio 2 asistencias entre varias competiciones, el 31 de enero de 2023 fue traspasado a Los Angeles F. C. de la Major League Soccer con el que firmó hasta el 2026. SU adaptación fue buena llegando a jugar 43 partidos entre varias competiciones en los que marcó 3 goles y dio una asistencia.
La temporada 2023-24 la comenzó en el equipo estadounidense pero no jugó ningún partido y el 25 de enero de 2024 se hizo oficial su cesión con opción de compra hasta el 30 de junio de 2024 con el Real Valladolid C. F. de la Segunda División de España. La opción de compra está estimada en 4 000 000 €. El 3 de agosto de 2024 se hizo oficial su fichaje hasta el 30 de junio de 2029 por el equipo español tras las dudas del equipo pucelano si era obligatoria su compra o no después de ascender a la Primera División de España.
El 1 de septiembre de 2024 fue cedido al H. N. K. Hajduk Split de la Primera Liga de Croacia.

## Selección nacional
Tras su buen estado de forma en el club en la temporada 2020-21, el 17 de mayo de 2021, fue incluido en la lista de 23 jugadores de Igor Bišćan para la fase eliminatoria de la Eurocopa Sub-21 de 2021. Debutó el 31 de mayo con el dorsal 18 en la derrota por 2-1 en cuartos de final ante España, entrando en el minuto 78 en lugar de Lovro Majer. Provocó un penalti en el tiempo de descuento, que Luka Ivanušec convirtió con éxito y llevó el partido a la prórroga; sin embargo, el segundo gol de Javi Puado eliminó a Croacia del torneo.

## Vida personal
Nació en Split, Croacia y creció en Solin. Su padre, Robert Biuk, es un policía jubilado originario de Vrlika. Su madre, Danijela Boduljak, falleció el 28 de diciembre de 2011 mientras preparaba una tarta de cumpleaños para Stipe, desplomándose en la cocina debido a la rotura de un aneurisma en la cabeza. Sus hermanos Filip y Duje también son futbolistas, y juegan en el NK Mosor y el NK Krško 1922 respectivamente.
Ha nombrado a Marco Reus su modelo futbolístico. Además del H. N. K. Hajduk Split, también es aficionado al Borussia Dortmund y al Liverpool F. C.

## Estadísticas

### Clubes
Actualizado al último partido disputado el 2 de marzo de 2025.
| Club                            | Div.          | Temporada        | Liga  | Liga  | Copas nacionales | Copas nacionales | Copas internacionales | Copas internacionales | Total | Total |
| Club                            | Div.          | Temporada        | Part. | Goles | Part.            | Goles            | Part.                 | Goles                 | Part. | Goles |
| ------------------------------- | ------------- | ---------------- | ----- | ----- | ---------------- | ---------------- | --------------------- | --------------------- | ----- | ----- |
| HNK Hajduk Split II · Croacia   | 3.ª           | 2020-21          | 1     | 0     | —                | —                | —                     | —                     | 1     | 0     |
| HNK Hajduk Split II · Croacia   | Total club    | Total club       | 1     | 0     | 0                | 0                | 0                     | 0                     | 1     | 0     |
| H. N. K. Hajduk Split · Croacia | 1.ª           | 2020-21          | 9     | 3     | 2                | 0                | —                     | —                     | 11    | 3     |
| H. N. K. Hajduk Split · Croacia | 1.ª           | 2021-22          | 28    | 1     | 5                | 0                | 1                     | 0                     | 34    | 1     |
| H. N. K. Hajduk Split · Croacia | 1.ª           | 2022-23          | 15    | 1     | 3                | 0                | 4                     | 1                     | 22    | 2     |
| H. N. K. Hajduk Split · Croacia | Total club    | Total club       | 52    | 5     | 10               | 0                | 5                     | 1                     | 67    | 6     |
| Los Angeles FC Estados Unidos   | 1.ª           | 2023             | 30    | 3     | 2                | 0                | 11                    | 0                     | 43    | 3     |
| Los Angeles FC Estados Unidos   | Total club    | Total club       | 30    | 3     | 2                | 0                | 11                    | 0                     | 43    | 3     |
| Real Valladolid C. F. · España  | 2.ª           | 2023-24 (cedido) | 11    | 0     | 0                | 0                | ―                     | ―                     | 11    | 0     |
| Real Valladolid C. F. · España  | Total club    | Total club       | 11    | 0     | 0                | 0                | 0                     | 0                     | 11    | 0     |
| H. N. K. Hajduk Split · Croacia | 1.ª           | 2024-25 (cedido) | 17    | 2     | 3                | 0                | 0                     | 0                     | 20    | 2     |
| H. N. K. Hajduk Split · Croacia | Total club    | Total club       | 17    | 2     | 3                | 0                | 0                     | 0                     | 20    | 2     |
| Real Valladolid C. F. · España  | 2.ª           | 2025-26          | 0     | 0     | 0                | 0                | ―                     | ―                     | 0     | 0     |
| Real Valladolid C. F. · España  | Total club    | Total club       | 0     | 0     | 0                | 0                | 0                     | 0                     | 0     | 0     |
| Total carrera                   | Total carrera | Total carrera    | 111   | 10    | 15               | 0                | 16                    | 1                     | 142   | 11    |

## Palmarés

#### Trofeos nacionales
| Título          | Club                  | Lugar   | Año  |
| --------------- | --------------------- | ------- | ---- |
| Copa de Croacia | H. N. K. Hajduk Split | Croacia | 2022 |
| Copa de Croacia | H. N. K. Hajduk Split | Croacia | 2023 |